# ينس وينثر (سائق سيارة سباق)
ينس وينثر هو سائق سيارة سباق دنماركي، ولد في 25 ديسمبر 1938 في روسكيلدا في الدنمارك.

## روابط خارجية
- ينس وينثر على موقع DriverDB.com (الإنجليزية)
- ينس وينثر على موقع eWRC-results.com (الإنجليزية)